# 豆盧毓
豆盧 毓（とうろ いく、577年 - 604年）は、隋の軍人。字は道生。本貫は昌黎郡徒河県。

## 経歴
豆盧勣の子として生まれた。隋の漢王楊諒が并州に駐屯すると、豆盧毓は漢王妃の兄として漢王府主簿となった。趙仲卿の下で突厥を攻撃し、功績により儀同三司の位を受けた。
604年、隋の文帝が死去し、煬帝が即位すると、楊諒を召し出して入朝させようとした。楊諒は諮議参軍の王頍や蕭摩訶らの計画に賛同して、起兵して乱を起こした。豆盧毓は諫めたが聞き入れられなかった。兄の豆盧賢と連絡し、豆盧毓のもとに煬帝の勅書がもたらされた。楊諒が并州を出て介州に向かうと、豆盧毓と総管属の朱濤が留守をつとめた。豆盧毓は朱濤に協力を求めたが、朱濤が拒絶して去ったので、豆盧毓は追って朱濤を斬った。楊諒の司馬の皇甫誕が楊諒を諫めて捕らえられていたので、豆盧毓は皇甫誕を出獄させて協力を求め、宿勤武・宇文永昌・成端・長孫愷・元世雅・皇甫文顥らとともに、并州の城を閉ざして楊諒をはばんだ。しかし城内の全部を掌握しておらず、ある人がそのことを楊諒に告げたので、楊諒は城を襲撃した。豆盧毓は楊諒がやってくるのを見て、「これ賊軍なり」と人々に言った。楊諒が城南の門を攻めると、豆盧毓は稽胡の兵を派遣して守らせた。稽胡の兵は楊諒を知らなかったので、これを射て、矢を雨のように降らせた。楊諒が西門にやってくると、守る兵はみな并州の人で、楊諒を知っていたため、開門して入れてしまった。このため豆盧毓は殺害された。享年は28。
楊諒の乱が平定されると、煬帝は豆盧毓に大将軍の位を追贈し、正義県公に追封した。諡を愍といった。
子の豆盧願師が後を嗣ぎ、大業末年に千牛左右となった。

## 伝記資料
- 『隋書』巻39 列伝第4
- 『北史』巻68 列伝第56